# Dmitri Ivanovski
Dmitri Iosifovitch Ivanovski (em russo: Дми́трий Ио́сифович Ивано́вский; Guedove, 1864 - Rostove do Dom, 1920) foi um botânico e microbiologista russo. Com numerosos experimentos, demonstrou que a doença do tabaco era causada por um vírus. Seus estudos levaram ao descobrimento do vírus (1892) e ele é tido como um dos fundadores da virologia.